# Central Lletera de Puigcerdà
La Central Lletera de Puigcerdà és una obra de Puigcerdà (Baixa Cerdanya) inclosa a l'Inventari del Patrimoni Arquitectònic de Catalunya.

## Descripció
Nau industrial de moderna construcció on és transformada la llet de la central lletera. És un centre de recollida, refrigeració, esterilització i envasat de la llet. Elaboraven aproximadament uns 25.000 L de llet diaris.
La xemeneia industrial és de començaments de segle xx, als voltants dels anys vint, de quan es va construir la Cooperativa Sali.